# Мэнсфилд-парк (фильм, 2007)
«Мэ́нсфилд-парк» (англ. Mansfield Park) — телефильм 2007 года по одноимённому роману Джейн Остин, третья экранизация произведения.

## Сюжет
Десятилетнюю Фанни Прайс посылают жить к богатой родне в поместье Мэнсфилд-парк. Дети Бертрамов ведут себя эгоистично по отношению к обедневшей родственнице. Фанни чувствует себя одинокой и не понятой, лишь один Эдмунд становится ей другом. 
В гости к соседям приезжают Кроуфорды: повеса Генри и лицемерная Мэри. Эдмунд влюбляется в Мэри, а та лишь желает заполучить его состояние. Однако, у молодого человека другие планы, он готовит себя к стезе священника. 
Генри же играет с чувствами обеих мисс Бертрам (хотя Мария помолвлена), после чего неожиданно увлекается невинной Фанни. Он намерен жениться на ней, дабы удовлетворить свою прихоть. Но Фанни любит кузена Эдмунда и в отличие от сестёр видит настоящую личину Генри. 
Сэр Бертрам находит эту партию (с Генри) единственно возможной для племянницы, ведь девушка без состояния. Он пытается насильно уговорить Фанни выйти замуж. 
Что же выберет девушка?..

## Актёрский состав
| В ролях         |  | Персонаж       |
| --------------- |  | -------------- |
| Билли Пайпер    |  | Фанни Прайс    |
| Джемма Редгрейв |  | леди Бертрам   |
| Мэгги О’Нилл    |  | миссис Норрис  |
| Дуглас Ходж     |  | сэр Бертрам    |
| Джеймс Д’Арси   |  | Том Бертрам    |
| Блейк Ритсон    |  | Эдмунд Бертрам |
| Мишель Райан    |  | Мария Бертрам  |
| Кэтрин Стэдман  |  | Джулия Бертрам |
| Джозеф Битти    |  | Генри Кроуфорд |
| Хэйли Этвелл    |  | Мэри Кроуфорд  |
| Рори Киннир     |  | мистер Рашуорт |
| Джозеф Морган   |  | Уильям Прайс   |